# Pulvinula miltina
Pulvinula miltina är en svampart som först beskrevs av Miles Joseph Berkeley, och fick sitt nu gällande namn av Rifai 1968. Pulvinula miltina ingår i släktet Pulvinula, ordningen skålsvampar, klassen Pezizomycetes, divisionen sporsäcksvampar och riket svampar.   Inga underarter finns listade i Catalogue of Life.